# Лимацелла капельная
Лимаце́лла ка́пельная (лат. Limacella guttata) — гриб рода Лимацелла (Limacella) семейства Мухоморовые (Amanitaceae). В русскоязычной литературе описывается как съедобный, некоторые западные исследователи (Т. Лессо) употреблять не рекомендуют.
Синонимы:
- Лимацелла кра́пчатая
- Лимацелла соча́щаяся

## Описание
Шляпка диаметром 4—12 (15) см, толстомясистая, округлая, позже от колокольчатой до плоско-выпуклой, с бугорком, край часто неровный. Кожица буровато-жёлтая, или кремово-охристая с красноватым оттенком, в центре более тёмная, слизистая, голая.
Мякоть толстая, белая, в основании ножки красноватая, с мучным запахом и приятным вкусом.
Гименофор пластинчатый, пластинки свободные, частые, иногда разветвлённые, белые или кремовые. Имеются пластиночки.
Ножка центральная, цилиндрическая, размерами 6—15×1—2 см, в основании утолщённая, плотная, позже выполненная. Поверхность белая или беловатая, волокнистая, выше кольца покрыта жёлтыми прозрачными каплями, которые при подсыхании образуют серовато-бурые пятна.
Остатки покрывал: вольва отсутствует, кольцо широкое, плотное, как и верхняя часть ножки, сверху покрыто каплями или пятнистое.
Споровый порошок белый.
Микроскопические признаки:
Споры округлые или округло-эллипсоидные, 4,5—6×5 мкм, гладкие, бесцветные.
Базидии четырёхспоровые, булавовидные, размерами 30—36×7—9 мкм.
Трама пластинок неправильного типа, состоит из гиф диаметром 3—7 мкм.

## Экология и распространение
Растёт в хвойных (чаще всего сосновых) и влажных смешанных и лиственных лесах, на богатой почве, среди мха или листового опада, группами. Встречается местами, редко. Распространена в Европе во многих странах (от Британских островов до европейской части России и от Италии до Дании) и в Северной Америке, в России известна в Московской и Ленинградской областях.
Сезон: июль — октябрь.

## Сходные виды
- Лимацелла клейкая (Limacella glioderma) меньших размеров, более слизистая, с красно-бурой шляпкой, которая с возрастом выцветает до серовато-жёлтого. Считается малоизвестным съедобным грибом.

Лимацелла капельная может быть похожа на некоторые мухоморы, но её легко отличить по отсутствию вольвы и слизистой шляпке.